# Главна консултативна служба на Съюза (Бразилия)
Главната консултативна служба на Съюза (на португалски: Consultoria-Geral da União) е орган на Главната адвокатура на Бразилия (AGU), който се намира под прякото и непосредствено подчинение на главния адвокат на Бразилия. Главната консултативна служба на Съюза оказва съдействие на главния адвокат на Бразилия при правното консултиране на президента на Републиката, като изготвя доклади, събира правна информация и извършва друга юридическа работа, възложена от главния адвокат на Съюза. Главна консултативна служба на Съюза се ръководи и се представлява от главния консултант на Съюза.

## Правомощия
Дейността на Главната консултативна служба на Съюза се подчинява на Допълнителен закон No. 73 от 1993 г. и на Регламент No.5 на главния адвокат на Съюза от 27 септември 2007 г. Сред правомощията на институцията попадат:
- да сътрудничи на главния адвокат на Съюза при юридическото ориентиране на президента на Републиката;
- да събира информация, която се представя от председателя на Върховния федерален съд;
- да осигурява извънпроцесуално представителство на Съюза, в това число и пред Сметната палата на Бразилия;
- да подпомага главния адвокат при осъществяването на вътрешния контрол за законност на актовете на федералната администрация;
- да подпомага главния адвокат на Съюза при интерпретацията на конституцията, законите и международните договори с цел еднаквото им прилагане от органите на федералната администрация;
- да се намесва в юридически спорове между органи на федералната администрация с цел тяхното разрешаване по административен път;
- да координира дейностите на юридическите съвети на министерствата и на центровете за юридическо подпомагане, свързани с осъществявания от тях вътрешен контрол върху административните актове;
- да участва в изготвянето на проекти за закони, извънредни мерки и други нормативни актове, които са в интерес на Главната адвокатура на Съюза;
- да оказва съдействие при разглеждането и изработването на проекти на закони, мерки и други нормативни актове, да предоставя информация и друг вид правно съдействие на членовете на Законодателната власт, когато това е необходимо;
- да анализира проекти на закони, представени за одобрение от президента;
- да участва в работата на работни групи, формирани за анализ на стратегически теми;
- да координира работата на Колегията на Консулторията, създадена с Регламент No. 1 на главния адвокат на Съюза от 3 март 2007 г.
- да изпълнява всякакви задачи, поставени от главния адвокат на Бразилия.

## Структура
Структурата на Главната консултативна служба на Съюза обхваща:
- Главния консултант на Съюза (Consultor-Geral da União);
- Кабинет на главния консултант на Съюза (Gabinete do Consultor-Geral da União);
- Консултативната служба на Съюза (Consultoria da União);
- Департамент за ориентация и координация на юридическите органи (Departamento de Orientação e Coordenação de Órgãos Jurídicos — DECOR);
- Департамент за анализ на нормативните актове (Departamento de Análise de Atos Normativos — DENOR);
- Департамент за извънпроцесуални дейности (Departamento de Assuntos Extrajudiciais — DEAEX);
- Департамент за стратегическа правна информация (Departamento de Informações Jurídico Estratégicas — DEINF);
- Камара за помирение и арбитраж на федералната администрация (Câmara de Conciliação e Arbitragem da Administração Federal — CCAF);
- Центрове за юридическо подпомагане (Núcleos de Assessoramento Jurídico).